# 조나스 체닉

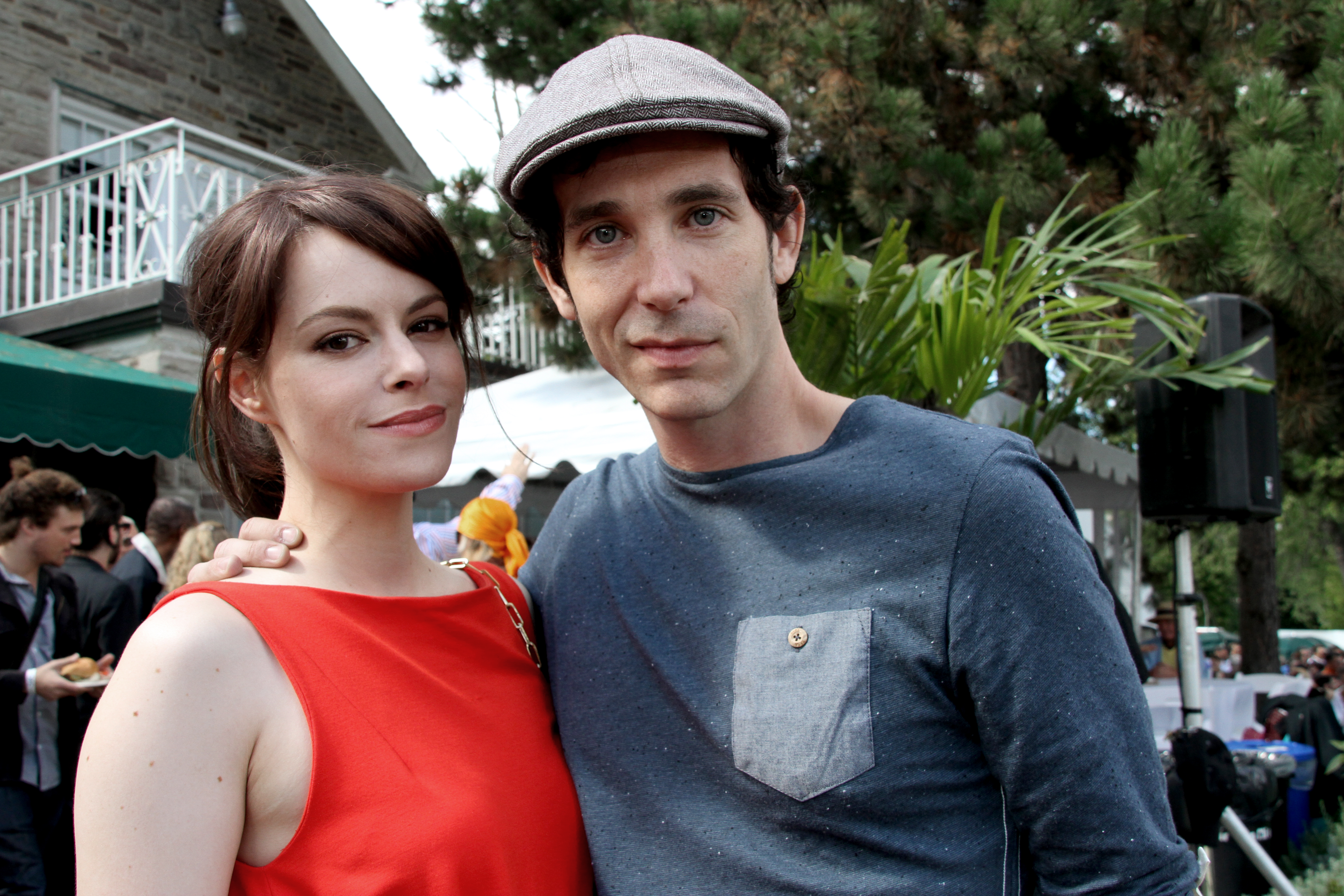

조너스 처닉(Jonas Chernick, 1973년 7월 16일 ~ )은 캐나다의 각본가, 배우이다.
위니펙에서 태어났다.

## 출연 작품
- 보레알리스 (2015년)
- 하우 투 플랜 언 오지 인 어 스몰 타운 (2015년)
- 더 베스트 레이드 플랜스 (2014년)
- 섹슈얼 어드벤쳐 (2012년) - 조든 역
- 혈압 (2012년) - 대닐 역
- 국경특수수사대 시즌3 (2009년) - 슬레이드 역
- 러브 레터 프럼 언 오픈 그레이브 (2009년)
- 국경특수수사대 시즌2 (2008년) - 슬레이드 역
- 국경특수수사대 시즌1 (2008년) - 슬레이드 역
- 인터밋 스트레인저 (2006년) - 알렉스 역
- 루시드 (2005년) - 조엘 로스만 역
- 더 펜타곤 페이퍼스 (2003년)
- 엘로이즈 무도회 소동 (2003년)
- 체이싱 케인: 페이스 (2002년)
- 글로우 (2002년)
- 페이드 인 풀 (2002년) - 디텍티브 / 서전 역
- 노스트라다무스 (2000, Nostradamus) - 머커린 역
- 조심 (1992년)